# Pouzauges Vendée Handball
Maillots
Actualités
Dernière mise à jour : 14 août 2025.
Le Pouzauges Vendée Handball est un club français de handball situé à Pouzauges en Vendée. Créée en 1973, l'association dispose en 2020 de 20 équipes pour environ 345 licenciés (102 filles, 243 garçons). Son équipe élite a évolué plusieurs saisons en Nationale 1 (3e échelon national) et évolue actuellement en Nationale 2 (4e échelon national).

## Présentation

### Histoire
- 1973 : Création du Club
- 2009 : Le Pouzauges AC (PAC Handball) devient Pouzauges Vendée Handball (PVHB)
- 2009 : Arrivée de sa mascotte Marguerite
- 2012 : Création du Vendée Vacances Handball, stage de handball réunissant 470 handballeurs stagiaires en 2018[1].
- 2015 : Accession à la Nationale 1 (3e échelon national) [2]
- 2020 : Retour à la Nationale 1 [3]

### Palmarès
- Champion de Challenge de France Honneur (-18 ans) en 2005[4]

| \| Pouzauges \| Localisation de Pouzauges. |
| Pouzauges                                  |

### Parcours saison par saison
| Saison    | Division     | Rang                  |
| --------- | ------------ | --------------------- |
| 2006/2007 | Prénationale |                       |
| 2007/2008 | Prénationale | 3e de sa poule        |
| 2008/2009 | Prénationale | ?                     |
| 2009/2010 | Nationale 3  | ?                     |
| 2010/2011 | Nationale 2  | ?                     |
| 2011/2012 | Nationale 3  |                       |
| 2012/2013 | Nationale 3  | 1er de sa poule       |
| 2013/2014 | Nationale 2  | 5e poule 1            |
| 2014/2015 | Nationale 2  | 1er poule 1           |
| 2015/2016 | Nationale 1  | 12e/12 en poule 2     |
| 2016/2017 | Nationale 2  | 6e poule 1            |
| 2017/2018 | Nationale 2  | 11e/12 poule 1        |
| 2018/2019 | Nationale 3  | 1er poule 2           |
| 2019/2020 | Nationale 2  | 2e poule 2            |
| 2020/2021 | Nationale 1  | Interruption Covid-19 |
| 2021/2022 | Nationale 1  | 9e/12 (poule 2)       |
| 2022/2023 | Nationale 1  | 11/14 (poule2)        |
| 2023/2024 | Nationale 1  | 13/13 (poule2)        |
| 2024/2025 | Nationale 2  | 3/12                  |
| 2025/2026 | Natonale 2   |                       |

## Personnalités liées au club

### Présidents
- Stéphane Fortin : de 1994 à 2006
- Jean-Paul Devanne  : de 2006 à 2007
- Fabienne Rousseau  : de 2007 à 2017
- Laurie-Anne Hellio Bordron : de 2017 à 2019
- Alain Caignon et Dominique Bossard : de 2019 à 2024
- Éric Blanchard, Carine Veillet et Vincent Godard : depuis 2024

### Entraîneurs
- Stoian Atanassov Tarkalanov : avant 2006[8]
- Christian Illes : de 2003 à 2005
- Jean-René Ragon : de 2006 à 2021[9]
- Thomas Bremaud & Nicolas Le Ménager : de janvier à juin 2022[10]
- Steve Berger : depuis 2022

### Joueurs
- Mickaël Illes (formé au club)[11]: de 1993 à 1999
- Lucien Auffret (formé au club) : de 2006 à 2015[12],[13]
- Enriqué Plaza-Lara  : de 2019 à 2022[14],[15]
- Gauthier Mvumbi : de 2021 à 2022[16],[17]

## Divers

### Infrastructure

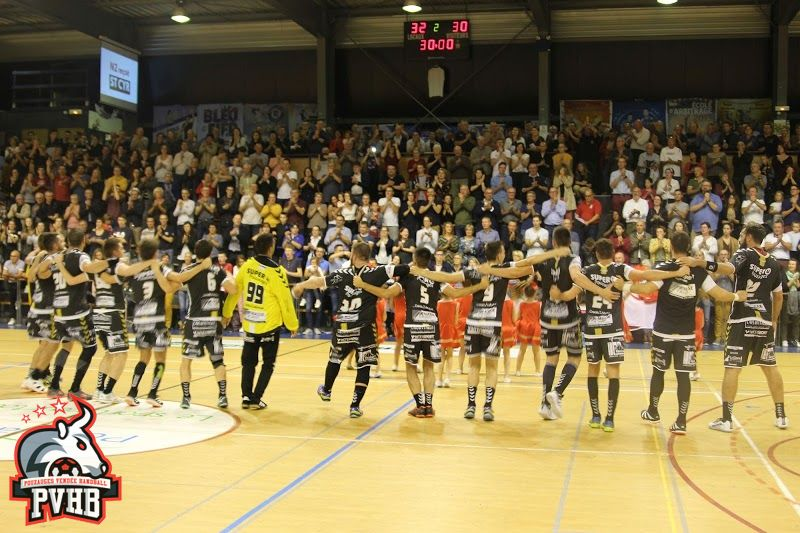
2019 PVHB Public La Furia dans la salle de l'Etoile à Pouzauges

Les matchs à domicile ont lieu dans la salle de l'Étoile, rue Buffon à Pouzauges.
Le public a été surnommé la Furia pour l'ambiance de ses matchs. Ce public a été élu meilleur public 2010 par la revue Hand Action .

À chaque match, Marguerite, la mascotte depuis 2009, et les pom-pom girls  de l'association Pom N' Dance à Pouzauges assurent l'ambiance.

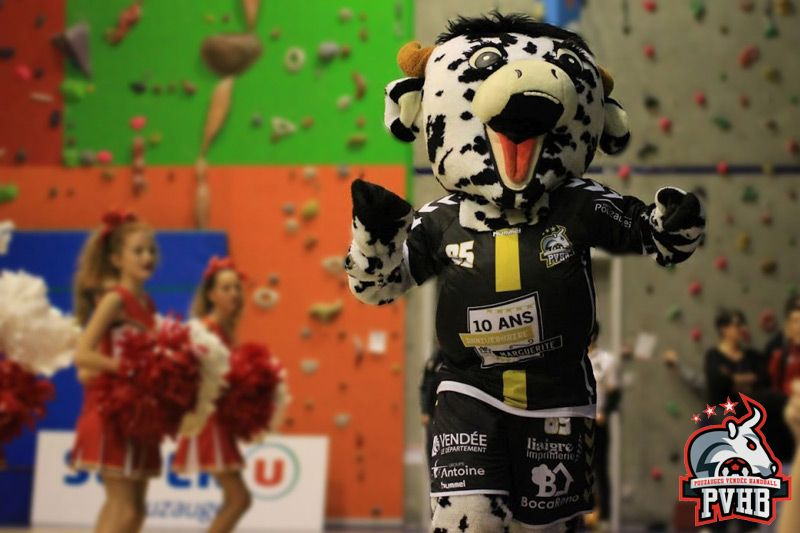
2009-2019 la mascotte Marguerite du PVHB
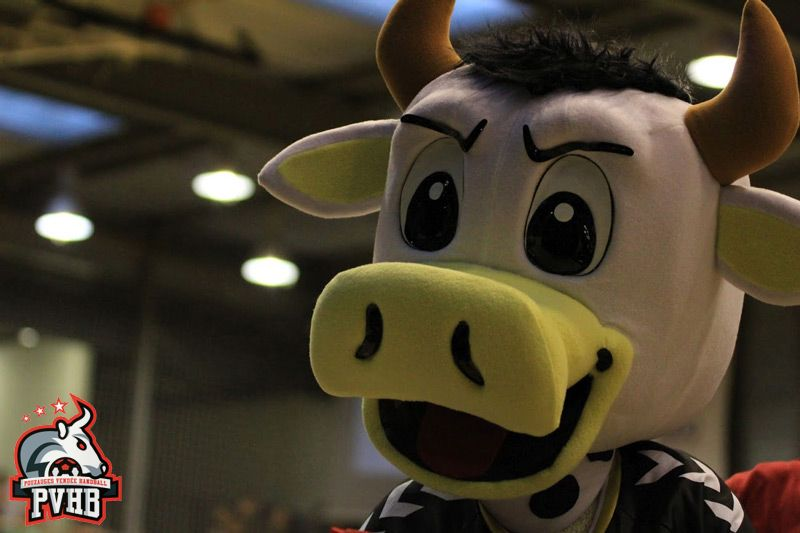
2020 la nouvelle mascotte Marguerite du PVHB
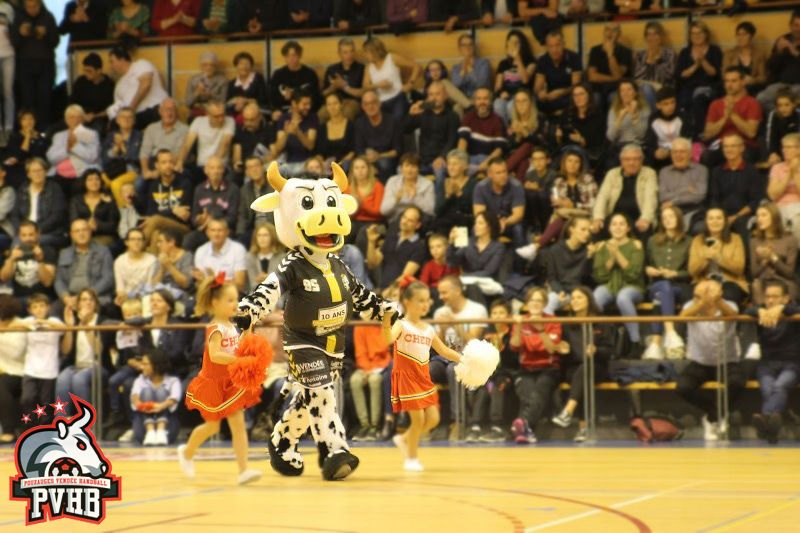
2020 la nouvelle mascotte Marguerite du PVHB
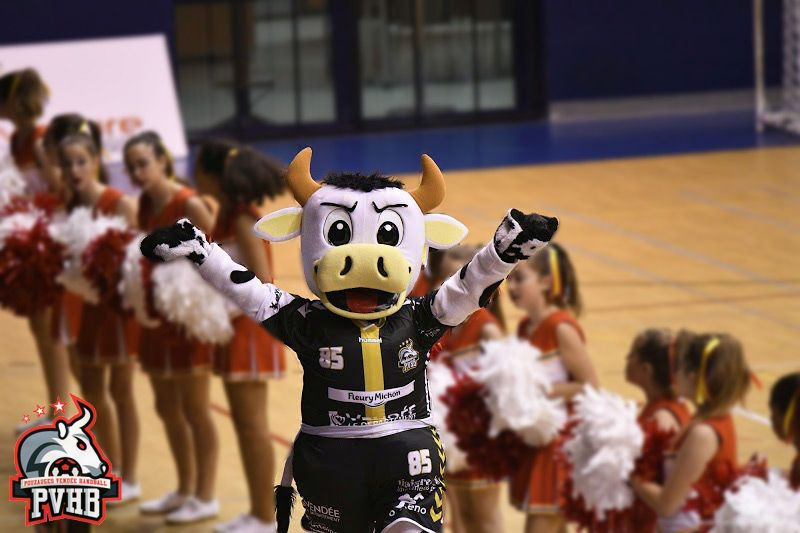
2020 la nouvelle mascotte Marguerite du PVHB
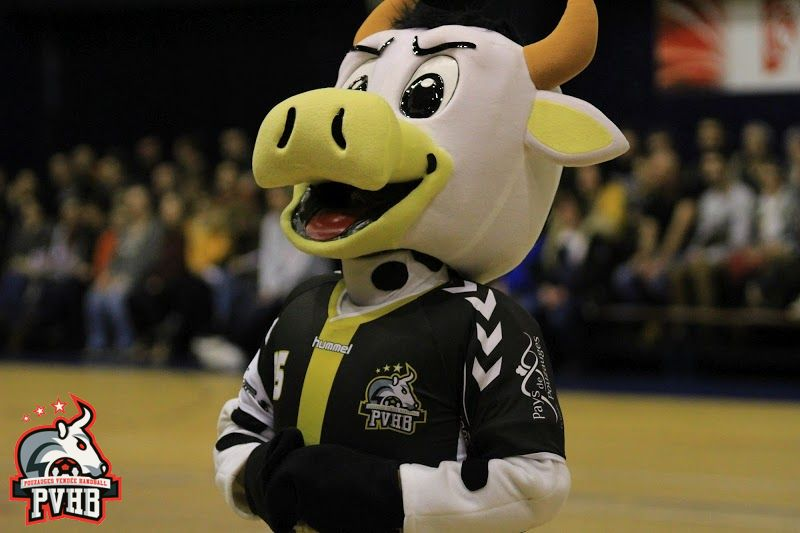
2020 la nouvelle mascotte Marguerite du PVHB

### Identité visuelle

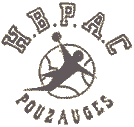
1976 Logo HBPAC
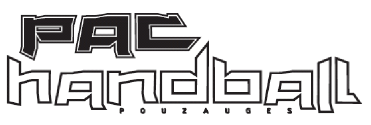
1996 Logo PAC Handball
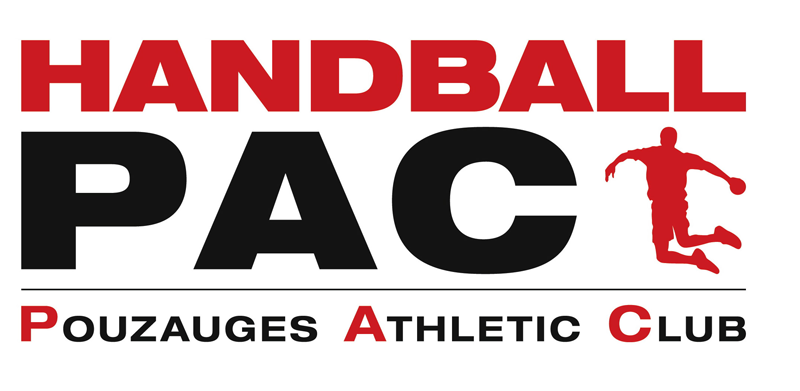
2007 Logo PAC Handball
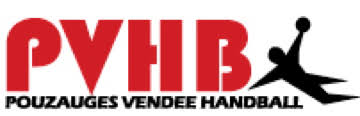
2009 logo PVHB
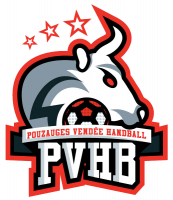
2016 Logo PVHB
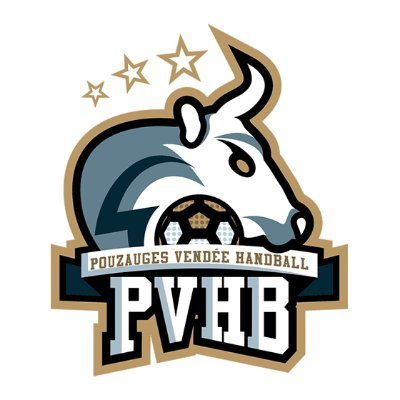
2016 Logo or PVHB